# Écosphère
Cet article concerne le terme d'écosphère en écologie ou astronomie. Pour le petit globe de verre décoratif, fruit de recherches de la NASA, qui reproduit le cycle de vie sur terre, voir éco-sphère (science).

## Définitions premières

### Écologie
En écologie l’écosphère désigne l'ensemble des écosystèmes dans lesquels plusieurs niveaux interagissent les uns avec les autres : la matière, l'énergie et les êtres vivants. Le terme a été créé par l'écologiste américain Lamont Cole en 1958.
Pour Georgy S. Levit, qui se réfère quant à lui à Vladimir Vernadsky et à l'école russe de la biologie évolutionnaire (Evo-Devo), et au concept de Biogéocénose issu de cette dernière, l'écosphère serait « la somme de toutes les biogéocénoses »». 

### Astronomie
En astronomie, l'écosphère est la zone entourant une étoile, dans laquelle la température permet la présence d'eau sous forme liquide. Cette zone a la forme d'une coquille creuse. Dans le cas du système solaire, la Terre est située dans cette zone.

## Écosphère et/ou Biosphère?
Selon Robert Barbault, certains écologues préféreraient utiliser le terme d'écosphère plutôt que celui de biosphère. Dans ce cas, l'écosphère désignerait l'ensemble formé par la biosphère, son substrat géologique et pédologique (la lithosphère) et l'atmosphère.
Confronté au cours de sa recherche doctorale aux larges ambiguïtés d'interprétation courant dans la communauté scientifique occidentale à propos des concepts de biosphère et d’écosphère, très souvent confondus ou opposés du fait même de ces ambiguïtés, un chercheur français a entrepris d'établir une clarification sémantique de nature séminale concernant ces deux concepts et leurs contenus, au regard d'une étude très approfondie de l’œuvre de Vladimir Vernadsky et de son école. Dans son rapport de recherche primitif, repositionné ensuite dans le contexte élargi de sa thèse en économie écologique, il ambitionnera de démontrer, théories scientifiques, recherche épistémologique et schémas à l'appui, que les deux concepts ne seraient ni identiques, ni contradictoires, mais devraient être au contraire perçus comme complémentaires au sein d'une vision systémique globale, où l'écosphère serait un sous ensemble de la biosphère emboîté dans celle-ci à l'image d'une poupée russe.
Dans ce cadre sémantique, l'écosphère apparaît comme l'ensemble des organismes vivants (eucaryotes) et de leurs habitats, produits par ces mêmes organismes, au sein d'une biosphère déjà existante produite par les microorganismes (procaryotes). La biosphère et l'écosphère caractériseraient ainsi ces deux «champs thermodynamiques» emboîtés l'un dans l'autre que Vernadsky lui-même a nommés : (1) Le «Domaine du vivant» (ou champ thermodynamique de stabilité vitale, habitat de la matière vivante), à savoir la biosphère, et (2) La «Maison du vivant» (ou champ thermodynamique de l’existence vitale, habitat des organismes vivants), qui prendrait ici le nom d'écosphère, terme inexistant à son époque.
La distinction de ces deux champs thermodynamiques au long de leur formation serait quant à elle le produit de l'endosymbiose, cette étape significative de la biologie de l'évolution identifiée par Lynn Margulis.